# Dyckia paraensis
Dyckia paraensis är en gräsväxtart som beskrevs av Lyman Bradford Smith. Dyckia paraensis ingår i släktet Dyckia och familjen Bromeliaceae. Inga underarter finns listade i Catalogue of Life.